# Monte Noville
Il Monte Noville (in lingua inglese: Mount Noville) è una montagna antartica, alta 2.410 m, situata 7 km a est del Monte Bowlin, tra il Ghiacciaio Van Reeth e il Ghiacciaio Robison, nei Monti della Regina Maud, in Antartide.   
Fu scoperto nel dicembre 1934 dal gruppo geologico guidato da Quin Blackburn, che faceva parte della seconda spedizione antartica (1933-35) dell'esploratore polare statunitense Byrd.
La denominazione fu assegnata dallo stesso Byrd in onore di George Otto Noville (1890–1963), direttore della spedizione.